# Efeito Rashomon
Efeito Rashomon é uma expressão usada para descrever uma situação na qual não se pode saber o que de fato aconteceu devido aos diferentes julgamentos das pessoas que a presenciaram, já que cada um interpreta o ocorrido de forma pessoal.
O efeito Rashomon foi definido em um contexto acadêmico moderno como "a nomeação de uma estrutura epistemológica - ou formas de pensar, conhecer e lembrar - necessária para a compreensão de situações complexas e ambíguas".

## O Efeito Rashomon
O efeito tem esse nome por conta do filme Rashomon, de Akira Kurosawa, de 1950, no qual um assassinato é descrito de quatro maneiras contraditórias por quatro testemunhas. O termo aborda os motivos, mecanismo e ocorrências do relato sobre a circunstância e aborda interpretações contestadas de eventos, a existência de desacordos quanto à evidência de eventos e subjetividade versus objetividade na percepção humana, memória e relato dos eventos.
A história do termo e suas adaptações no cinema, literatura, estudos jurídicos, psicologia, sociologia e história é o assunto de um volume de vários autores de 2015 editado por Blair Davis, Robert Anderson e Jan Walls.
Applegarth J, no "The Australian Institute for Progress Ltd v The Electoral Commission of Queensland & Ors (No 2)", escreveu que:

### O Princípio de Rashomon
Valerie Alia chamou o mesmo efeito de "O Princípio de Rashomon" e usou essa variante extensivamente desde o final dos anos 1970, publicando-a pela primeira vez em um ensaio sobre a política do jornalismo em 1982. Ela desenvolveu o termo em um ensaio de 1997 "The Rashomon Principle: The Journalist as Ethnographer" e em seu livro de 2004, "Media Ethics and Social Change".
Uma demonstração útil deste princípio na compreensão científica pode ser encontrada no artigo de periódico de Karl G. Heider de 1988 sobre etnografia. Heider usou o termo para se referir ao efeito da subjetividade da percepção sobre a lembrança, pelo qual os observadores de um evento são capazes de produzir relatos substancialmente diferentes, mas igualmente plausíveis.